# Vùng sóng vỗ
Khi sóng bề mặt đại dương đến gần bờ hơn, chúng vỡ ra, tạo thành bề mặt sủi bọt, nổi bọt gọi là lướt sóng. Vùng sóng nghỉ được xác định là vùng lướt sóng. Sau khi nghỉ trong vùng lướt sóng, những con sóng (nay là giảm chiều cao) tiếp tục di chuyển theo, và chúng chạy lên lên phía trước dốc của bãi biển, tạo thành nước vỗ bờ gọi là sóng vỗ. Nước sau đó lại chảy trở lại như nước vỗ ngược. Vùng gần bờ nơi nước sóng chảy vào bãi biển là vùng lướt sóng. Nước trong vùng lướt sóng, hoặc vùng phá vỡ, nông, thường từ 5 đến 10 m (16 đến 33 ft)  độsâu; Điều này làm cho sóng không ổn định.

## Đời sống động vật
Các động vật thường được tìm thấy sống trong khu vực lướt sóng là cua, trai và ốc. Ngao lướt sóng và cua cát là hai loài nổi bật như cư dân của vùng lướt sóng. Cả hai loài động vật này đều rất nhanh. Ngao lướt sóng, còn được gọi là loài coquina, là một bộ lọc sử dụng mang của nó để lọc vi tảo, động vật phù du nhỏ và các hạt nhỏ ra khỏi nước biển. Cua cát là một loài trung chuyển huyền phù ăn bằng cách bắt động vật phù du bằng râu của nó. Tất cả những sinh vật này đào xuống cát để thoát khỏi bị kéo xuống đại dương từ thủy triều và sóng. Chúng cũng vùi mình trong cát để bảo vệ mình khỏi những kẻ săn mồi. Vùng lướt sóng chứa đầy chất dinh dưỡng, oxy và ánh sáng mặt trời khiến vùng này hoạt động rất hiệu quả với đời sống động vật.

## Dòng chảy xa bờ

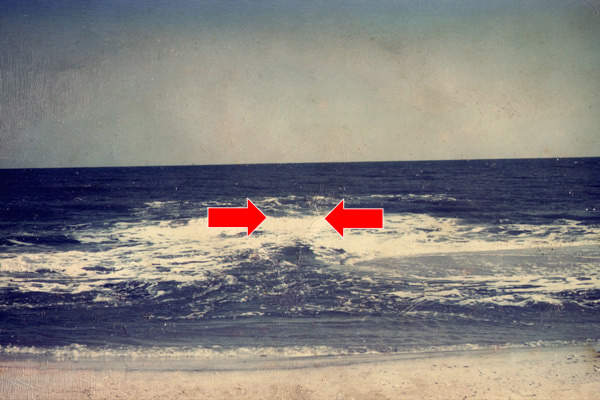
Dòng chảy xa bờ trong đại dương. Dòng nước xoáy thường rất khó phát hiện bằng mắt thường, hãy cẩn thận trong bất kỳ vùng nước nào

Vùng lướt sóng có thể chứa các dòng chảy rút xa bờ nguy hiểm: dòng chảy mạnh ở địa phương chảy ra ngoài khơi và gây ra mối đe dọa cho người bơi. Dòng chảy rút xa bờ sử dụng bộ trình độ sau đây:
1. Dòng xa bờ có rủi ro thấp: Điều kiện gió và/hoặc sóng không được dự kiến sẽ hỗ trợ sự phát triển của dòng chảy xa bờ; tuy nhiên, dòng chảy xa bờ đôi khi có thể xảy ra, đặc biệt là trong vùng lân cận của cầu tàu và bến tàu. Biết bơi và nghe theo lời khuyên của nhân viên cứu hộ.
2. Dòng chảy xa bờ có nguy cơ trung bình: Điều kiện gió và/hoặc sóng hỗ trợ dòng chảy xa bờ mạnh hơn hoặc thường xuyên hơn. Chỉ những người bơi lướt sóng có kinh nghiệm mới nên xuống nước.
3. Dòng rip có nguy cơ cao: Điều kiện gió và/hoặc sóng hỗ trợ dòng rip nguy hiểm. Dòng chảy xa bờ đang đe dọa đến tính mạng đối với bất kỳ ai bước vào lướt sóng.